# Billy Garraty
William "Billy" Garraty (06 de outubro de 1878 - 6 de maio 1931) foi um jogador de futebol nos primeiros anos do futebol profissional na Inglaterra, que jogou pelo Aston Villa a partir de agosto 1897 a setembro de 1908, sendo o nono maio artilheiro do clube com 112 gols.